# Soledad (Westlife)
Soledad è una romantica canzone pop, incisa nel 2000 dalla band irlandese Westlife e facente parte del loro album Coast to Coast. Autori del brano sono Rami Yacoub, Andreas Carlsson e C. Porter.
Il brano, prodotto da David Kreuger e Per Magnusson, è stato registrato presso i Cheiron Studios di Stoccolma .
La canzone è stata inclusa anche nelle raccolte Golden Hits (2001), Grandes éxitos (2002),  Westlife: Deluxe Collection.
Del brano sono state incise anche alcune cover.

## Testo & Musica

### Testo
(incipit del ritornello del brano)
Non si capisce bene se il titolo della canzone sia semplicemente la traduzione spagnola della parola "solitudine" o si riferisca anche ad un nome di donna (probabilmente ad entrambe le cose).
In ogni caso, il testo, piuttosto triste, parla di uomo in lacrime, il quale non sa rassegnarsi di fronte all'abbandono della donna di cui è innamorato (il cui ricordo è ancora vivo). Non sa nemmeno spiegarsi perché questo possa essere successo e definisce l'amore perduto insostituibile.

### Musica
La melodia mescola ritmi pop anglosassoni a ritmi latineggianti. Il ritornello è quello di una tipica canzone pop internazionale.

## Staff artistico[1]
- Westlife (voce principale)
- Andreas Carlsson (coro)
- Jörgen Elofsson (coro)
- Henrik Janson (chitarra, chitarra acustica)

## Cover
- Una cover del brano è stata incisa nel 2002 dal cantante sudafricano Heinz Winckler, che, dopo averla eseguita nella prima edizione sudafricana del talent show Idols, da lui vinta[7], la incluse nel suo album One Step Closer[8][9]
- Una cover in cinese del brano (con il titolo 紫藤花, traslitterato Zi teng hua, ovvero "Malinconia") è stata incisa nel 2004 dal girl group taiwanese S.H.E ed inclusa nell'album Forever[10]
- Un'altra cover (parte in inglese, in parte in vietnamita) è stata incisa del cantante vietnamita Nguyễn Thắng[11]